# スーパーカセットビジョン用ソフト
スーパーカセットビジョン用ソフト（スーパーカセットビジョンようソフト）では、エポック社の家庭用TVゲーム機スーパーカセットビジョン（以下SCV）専用ゲームカセットについて解説する。
SCVでは他社が参入することはなく、エポック社のゲームカセットしか使用できない。中期以降は移植ソフトも発売されるようになったが、それらもエポック社を介して発売された製品である。
結果的にSCVでは移植ソフトはあまり増えなかったが、ライバル機に先駆けて人気キャラクターを起用したゲームがいくつか投入されたのが特徴である。
各カセットにはタイトルとは別にキャッチフレーズが設定されている。一部のキャラクターゲーム（『ルパン三世』・『ドラえもん』）に関しては同キャラクターを用いた他機種のゲームと区別するためにこのフレーズがサブタイトルとして使われる例が見受けられる。ただしドラゴンボールに関しては最初から『ドラゴン大秘境』がタイトルに使われている。以下、本稿でのタイトルは原則としてパッケージの背に記されている表記に従う。

## アストロウォーズ
1984年7月発売。タイトル画面の副題は「INVADER FROM SPACE」。パッケージの説明文の見出しや、取扱説明書のタイトルには「帝国クロイツの陰謀」と添えられている。
本作は、隊列を組んで侵攻してくる敵ロボットを迎撃する内容である。「帝国クロイツ」との戦争を扱ったシューティング3部作の1作目で、宇宙暦2552年と設定されている。アストロウォーズシリーズの2作はいずれもその名の通り背景の宇宙空間の流れるような星空が特徴である。
シーン1
地上の8つのシェルターから自機「セプター」を1機出撃させ、敵ロボット「デスター」（I型）を撃墜して残りのシェルターを守る。自機の上空にバリアが張られているが、敵のビーム攻撃を受けると穴が開くほか、左右にある発生装置を破壊されるとすべてのバリアが消える。シェルターの占領に成功した敵と母艦は破壊できないが、それ以外の敵を全滅させると宇宙空間へ進出しシーン2へ移行する。
シーン2
シーン1で破壊や占領を免れたシェルターに入っていたセプター（自機含む）が残機となり、宇宙空間で敵母艦「デストロイド」を追撃する。母艦の投下するデスター（II型）は素早い方向転換で体当たり攻撃をしてくるため、シーン1とは一変して反射神経の要求される攻防が展開される。すべてのデスター（32機）を出し終えるまでに母艦の発射口に4発ビームを撃ち込めば勝利。

## アストロウォーズII バトルインギャラクシー
1984年7月発売。パッケージの説明文の見出しや、取扱説明書のタイトルには「ダークゾーンの攻防戦」と添えられている。アストロウォーズの後編にあたり、宇宙空間を舞台とする。自機「セプター」は1画面に2発までビームを打つことができるようになり、より激しいシューティングが展開される。敵の動きも多彩かつ個性的で、ビームは相殺が可能。
シーン1
母艦の周囲に5種類32機の敵が布陣を構え、編隊を組んで体当たりや光子魚雷（ビーム）で攻撃してくる。それぞれ特徴的な動きがあり、ワープでいきなり自機の目前に出現する敵もいる。母艦は破壊できないが、それ以外の敵を全滅させるとそのままシーン2へ移行。
シーン2
敵母艦「デストロイド」との一騎討ち。前作のデスターII型に似た動きの、流星のように長い誘導ビーム「プラズマスキャン」を発射してくる。制限時間以内に母艦の発射口に4発ビームを撃ち込めば勝利となり、残り時間がボーナス点となる。制限時間以内に母艦を破壊できなかった場合は、ボーナス点は入らないが、ミスとはならず、そのまま次のステージのシーン1へ移行する。

## スーパーゴルフ
1984年7月発売。パッケージの説明文の見出しや、取扱説明書のタイトルには「18HOLES PAR72 5805M」と添えられている。1 - 4人に対応したゴルフゲーム。コントローラはプレイヤーによる区別が無く、2個のコントローラを全員で共用する（SCVにはコントローラが2つしかなく、増設もできない）。ボタン1つでいつでもスコア表を参照可能。カップまでの距離などはメートル表示で統一されている。
ショット
ショットは16方向という大雑把な方向しか選べないので、多くの場合はスライスやフック（および風向き）を活用することになる。クラブはウッド（1・3・5）、アイアン（3・5・7・9）、サンドウェッジ、パターの9種（ピッチングウェッジは無く、サンドウェッジで代用）。方向とクラブを選択後、ショットのボタンを押すと振りかぶる。5回振りかぶるまでにボタンを押し、振りかぶりの大きさで力加減が決まる。さらにショットの瞬間にもボタンを押し、そのタイミングによってスライス・ストレート・フックが決まる。タイミングが合わない場合はランダムに曲がる。フェアウェイ・無風での1番ウッドの飛距離は最大で約250メートル程度。
コース
OUT・INそれぞれ9ホールずつの計18ホール（パー72）。OUTのみ・INのみ・任意の1ホールのみのゲームも選択可能なほか、風の有無も選択できる。フェアウェイ・ラフ・バンカーの区別あり。池・川は1罰打。OBは画面外のみ（1罰打）。障害物として木がある（大小2種類）。また空中のボールには干渉しないが転がるボールを止める障害物として茂みと橋がある。全員のボールがグリーン近くに来るとグリーンの拡大画面となり、縮小画面に戻ることはない。グリーン周囲には芝目の粗い部分があり、パットがそれやすいが、ウェッジで飛び越せる。パットの勢いが強すぎるとカップに弾かれる。ピンまでの距離は画面に表示されるが、コースごとに画面縮尺が異なるため、画面の感覚から距離を判断することはできない。

## スーパー麻雀
1984年7月発売。パッケージの説明文の見出しや、取扱説明書のタイトルには「実戦 二人麻雀」と添えられている。本作までが第一期発売ソフトである。
二人打ちの麻雀ソフト（1人用）。セレクト12キー（テンキー）用の専用パネルが初めて付属した。ハコ下ありで半荘相当を行う「ノーマルゲーム」と、タイマーがゼロを切るまで続く「タイマーゲーム」がある。なおタイマーは得失点によっても増減する。
ルール
アリアリルール。いつでも和了ボタンを押せるためチョンボあり。プレイヤー東家（持ち点3万）で開始し、東家・南家を繰り返す。場風は無く、計8局で半荘相当。不聴親流れだが、ノーマルゲームでは4-7局が両者不聴に限り連荘となり、オーラスは子（プレイヤー）の和了まで続く。喰い替えあり。
役に関する取り決め
- 大車輪、十三不塔、三連刻、一色三順（食い下がりあり）、八連荘、槓振りあり。
- 一般的な役が一部不採用（連風牌、西、北、槍槓、人和、流し満貫はなし）。
- 七対子は50符1翻だが満貫以上は2翻扱い。
- 国士無双では振り聴なし。また13面待ち以外は不聴扱い。
- 平和はツモあり。
- 八連荘は親になってからの連勝が基準で、ゲーム中に「R」で示されている。連荘（何本場か）はプレー中は表示されず、精算時にのみ積み棒が表示される。
- 立直後の暗槓は待ちが変わっても良い。ノーテン立直も可能だが流局時チョンボ。したがって聴牌が消えるような暗槓も自由。立直宣言牌で振り込んだ場合、その立直料は取られる。

バグ
- 食い牌を選ぶ必要のあるチーをするとき、右から2番目の牌を捨てると続行不可になる不具合が知られる。パッケージにマニュアル訂正の紙が入っていることがあり、仕様の一部となっている。
- コンピューターがポンした際に捨て牌が化け（一見して喰い替えのように見える）、同種の牌が場に5枚出ることがある。

## スーパーベースボール
1984年9月発売。パッケージの説明文の見出しや、取扱説明書のタイトルには「一球入魂 好球必打」と添えられている。
テレビ野球ゲームなどで実績のあるエポック社の野球ゲームソフト。また、読売ジャイアンツの原辰徳がCMに起用され、巨人軍原辰徳のスーパーベースボールとして特別パッケージ版も出回った。
特徴
初期の野球ゲームとしては比較的オーソドックスなシステムであり、基本的な操作方法はその後のファミスタ等と比べても大きな差は無い（変化球や球速加減もあり）。ファミスタ以前の時代の野球ゲームとしてはいくつかの先駆的な特徴を搭載している。
打率と長打力
各打者に打率が設定されており、ヒットと凡退で一定値ずつ変動する。3割以上になると長打力が長け、2割を切ると長打力が低下する。試合開始時は3・4番が3割打者で、9番は1割台（投手が打席に立っているという設定）。代打には一時的な打率（.288または.388）が適用される。守備側は投手交代するとその回のみ相手打者の長打力が打率1割ぶん低下する。打者の左右の設定はランダムで決められるため、1試合ごとに変更される。投手の左右の設定は右投のみ。
チーム選択
選手名などは全く無いが、アルファベットのA-Zに合わせ、26種のユニフォームカラーリングが選択可能。セ・リーグは6種（C・D・G・S・T・W）、パ・リーグは3種（F・H・L）、大リーグはアメリカンリーグ4種（A・I・O・Y）とナショナルリーグ5種（B・E・M・P・R）の計9種のユニフォームがイメージされている。また「J」は日本代表、「U」はアメリカ代表として日米対決が意識されている。対応チームの無いアルファベット（K・N・Q・V・X・Z）はオリジナルチームと考えて楽しむことができる。いずれもホーム用またはビジター用のどちらかのユニフォームのカラーで固定されており、対戦チームによってはホーム同士またはビジター同士のようになってしまうことがある。
- アマレベルゲームでは守備は自動でたまにエラーもある。プロレベルゲームでは守備を自分で操作するほか、球速も少し速くなる。
- バッティングのボタンを押し続ければバッティング、一瞬だけ押せばバントとなる（スリーバント判定あり）。マニュアルにはボタンを短く押せばバントのように書かれているが、時間的に短く押すのであって、距離的に短く押すこと（半押し）ではない。
- 牽制や走塁でタッチプレーあり（野手側は走者より速く走る）。

## パンチボーイ
1984年9月発売。パッケージの説明文の見出しや、取扱説明書のタイトルには「モンスター城大活劇」と添えられている。
コミカルなキャラクターによる迷路アクションゲーム。キャラの動作に合わせてBGMのような音楽が流れる。
主人公「パンチボーイ」はミニパンチを武器に、様々な仕掛けの張り巡らされた迷路を抜けて「モンスター城」に向かい、4人の「ボス」を倒して捕われの「レディー」を救いに行く。迷路では岩のような卵（パンチで転がせる）から怪獣が生まれてくる。怪獣は正面以外からのミニパンチは受け付けず、正面からのミニパンチで気絶し、さらにもう一撃で倒せる。ただし、孵らない卵も含まれており、怪獣とパンチボーイで卵の転がし合いになることもある。また、転がる卵に潰されても1ダウンとなる。
ステージ概要
アウター迷路
迷路の左右がワープトンネルで繋がっており、四隅に巨大なパンチを出す「パンチボックス」が置かれている。火を吐く怪獣「ファイヤードラゴン」をすべて倒すとインナー迷路に進める。
インナー迷路
ドアの反対側にいる敵を潰す「K.O.ドア」や、迷路の反対側まで飛ぶ「ワープトランポリン」が置かれている。毒泡を吐く「バブルズモンスター」をすべて倒すとモンスター城への道が開く。
モンスター城
トップビューの迷路から一転してサイドビューに変わり、ジャンプができるようになる（ジャンプと攻撃のボタンの対応は同時期に発売の『エレベーターファイト』とは逆である）。4階建てマンションのような外観をしており、ツタを伝って登ることができる。4つのフロアに1人ずついるボスが窓から植木鉢で攻撃してくるほか、「マウス」が次から次へ現れる。すべてのボスをジャンプパンチで倒すと最上階のレディーの部屋の窓が開く。そこに辿り着けば風船で2人は大空へ脱出。ハッピーエンドとなる。

## エレベーターファイト
1984年9月発売。パッケージの説明文の見出しや、取扱説明書のタイトルには「ガーシム軍団滅亡の日」と添えられている。
エレベーターを扱ったガンアクションシューティング。舞台設定は近未来SFとなっており、アストロウォーズシリーズと直接的なストーリーの繋がりは無いが、設定では「スペースステート」、「銀河連邦」などの用語が共通して使われており、宇宙暦2551年とされている（これはアストロウォーズの前年に相当する）。
プレイヤーは主人公「アーリン」を操作し、敵宇宙人「ガーシム」の基地の地下31階にあるコンピュータの破壊に向かう。途中様々な仕掛けが待ち受ける。
全4面のステージで構成されており、そのうちコンピュータルームまでは10階ずつ3エリアに分かれており、それぞれのエリアで4つのキー（鍵）を集めると次のエリアへの通路を隔てるバリアが解かれる。
地下1-10階
ドアやエレベーターから2種類の攻撃ロボット（I型・II型）が現れ、攻撃してくる。ダウンスポットと呼ばれる落とし穴を通過すると下の階に移動する。
地下11-20階
左右の壁からエイリアンが突進してくる。敵キャラは少ないが仕掛けが多いエリアで、アイアンクローに挟まれたり、床の無いところで落下すると1ダウン。
地下21-30階
基本的に1-10階に似た構成だが、I型ロボットの代わりに敵宇宙人ガーシムが登場。ロボットと違い、後ろに回り込んでも振り向いて攻撃してくる。
地下31階
移動ステップが上下にランダムに動く。画面左右にあるスイッチを押し、中央のステップに戻ると脱出して勝利。

## ルパン三世
1984年12月発売。原作はアニメ版『ルパン三世』であり、パッケージの説明文の見出しや、取扱説明書のタイトルには「バルセロナ洞穴脱出作戦」と添えられている。SCV初のキャラクターゲームである。
プレイヤーはルパン三世を操作し、バルセロナの地下の洞窟を駆け抜ける。
全部で4つのエリアで構成されており、うち最初の3エリアでは銭形警部率いる警官や、コウモリなどの敵を迎え撃ちつつ逃げ続ける。通路には宝石や爆弾が散在しており、宝石を集めるとボーナス。下水道ではワニが追いかけてくるほか、銭形たちがマンホールから邪魔をしてくる。ジャングルでは足元からコブラが、天井から大蛇が襲ってくる。洞窟ではジャンプ台などの仕掛けがあり、地面の凹凸をジャンプで避けながら逃げなくてはならない。
最終エリアはスクロールの無い個室で、背後から壁が迫ってくる。また、このエリアのみ、パンチの代わりに銃を使うことができ、移動標的を打ち抜くと扉が1つ開き、制限時間内に4つの扉を破ると脱出成功。ルパン・次元・銭形による逃走活劇風のエンディングを見ることができる。

## ネビュラ
1984年12月発売。パッケージの説明文の見出しや、取扱説明書のタイトルには「電撃！要塞惑星攻略戦」と添えられている。
アストロウォーズ2作の2年後にあたる完結編。今回は地上が舞台の横スクロールシューティングである。プレイヤーは自機バンガードを操り、空に星雲の浮かぶ帝国クロイツの惑星「ネビュラ」を統制するコマンドストーンを破壊する。
ゲーム概要
全4面の強制スクロール。古代都市、古代峡谷、未来都市を抜け、最終ステージに4体いる巨大魔神像のうち1体以上を破壊すれば惑星の統制は失われ、勝利となる。背景画面は三重にスクロールし、自機の上下移動に合わせて背景同士の位置関係も変化するという独特の表現で立体感を表している。
自機の特徴
ライフやパワーアップのようなものは無い。爆風を通過するとブレークダウンし、一定時間攻撃できなくなる。また手動の誘導ミサイルという独特のシステムを搭載していることが特徴。これはボタンを押している間は地面に向けて投下され、ボタンを離すと通常弾と同様に前方に発射されるというもの。1画面に2発まで撃てるため、発射後すぐ次のミサイルを投下できる。通常の弾は1画面に3発まで連射できるため、合計5連射の攻撃力を持つ。

## ウィリーレーサー
1985年4月発売。パッケージの説明文の見出しや、取扱説明書のタイトルには「爆走！ラリー60000キロ」と添えられている。
トップビューのカーレーシングゲーム。文字通りウィリー走行をレース中で活用できることが特徴。通常のアクションゲームのように得点もあり、ハイスコアも競える。
レース概要
アメリカ・アフリカ・ヨーロッパの3コース、計6万kmを競う。コースによって家や木、牛など様々な背景が用意されている。コースアウトは1ダウン（炎上する前に惰性でゴールインすればゴールインが優先される）。他の車に触れるとクラッシュ（一時的に走行不能）。路上の障害物に触れると時速100 km未満ではクラッシュ扱い、100 km以上ではコースアウト同様1ダウン。燃料が切れても1ダウンなので定期的に燃料を補給する必要がある。他車を追い抜いたり、ゴールインすると得点がある。逆に路上のコーンを倒すと減点。
参加車
エントリーは100台とされる。
GTウィリーチーム
プレイヤー車。ボディ色が赤基調のフルカウル車。レバーを下に入れることでウィリー走行ができる（したがってウィリー時は梶が利かない）。ウィリー時は燃料消費が激しいがパワーがあり、加速がよくなるほか、沼地からの脱出にも使える。またウィリーで岩・丸太といった連続する障害物を次々に飛び越えることもできる。ただし着地点に他車がいるときはクラッシュして次の障害物にぶつかる危険もある。
マッハRSチーム
ボディ色が青基調のレーシングカータイプ。オンロードを得意とし、別名「オンロードの鬼」。
4WDチーム
ボディ色が緑基調のジープタイプ。オフロードを得意とし、別名「オフロードの虎」。
コンボイチーム
ボディ色がピンク基調のトレーラーワゴン。進路妨害を得意とし、別名「いたずら天使」。

## バルダーダッシュ
1985年4月発売。
From U.S.A.シリーズ。

## マイナー2049
1985年5月発売。
From U.S.A.シリーズ。

## スーパーサッカー
1985年3月発売。パッケージの説明文の見出しや、取扱説明書のタイトルには「格闘技宣言 熱き血のイレブン」と添えられているが、同名のアニメ『赤き血のイレブン』との関連は無い。
ヘディングやスライディングに対応したサッカーゲーム。グランドは縦スクロールであり、上下にゴールがある。キック・ジャンプ等が比較的自由に行える実戦的なシステムであるため、実際のサッカーでの様々なプレーを再現できる。
操作の特徴
キーパーは常に動かせるが、フィールダーはボールの近くにいる数人だけがプレイヤーの操作通りに動き、それ以外の選手は自動で動き回る。ボールを持っていないときにキックボタンを押せばスライディングとなり、普通に走るより速く移動できる。ジャンプ中にボールに触れればヘディングとなり、レバー操作でボールの飛ぶ方向を決定できる。キックしたボールもレバー操作でカーブをかけることができる。キックの操作にはパス・シュート・クリアなどの区別は無く、ボタンを押す時間の長さや、ボールまでの距離に応じてゴロになったり山なりに飛んだりする。頭上に白い点のある選手はキャプテン（エースストライカー）であり、キック力に優れている。
ゲームの進行
前後半45分ずつ。以下同点の場合は延長前後半15分ずつとPK戦がある。実際のゲーム時間はその1/6程度であり、ゲーム中では実時間約10秒ごとに1分が経過する。各チームのフィールダーは合計4人ずつにアレンジされているが、スクロールがあるため、例えば状況によっては画面の上方に消えたフォワード選手が下からバックスとして現れるような形になることもあり、実質4人から6人（＋キーパー）程度のチーム構成になっている。オフサイドは無し。スライディングではキッキング等のファウルを取られることもある。フリーキック等ではキックしたフィールダーが続けてボールをキープできる。ゴールおよび勝利時には選手が飛び上がって喜ぶ演出がある。
チーム選択
各国代表10チームから選択できる。作中の日本のユニフォームは赤だが、当時実際に使われた物は現在と同じ青いユニフォームであった（赤いユニフォームが実際に使われたのは1988 - 92年）。
- 西ヨーロッパ代表 - 西ドイツ、イタリア、オランダ、イングランド、フランス
- 東ヨーロッパ代表 - ソビエト連邦
- アメリカ代表 - アメリカ、ブラジル、アルゼンチン
- アジア代表 - 日本

## コミックサーカス
1985年6月発売。パッケージの説明文の見出しや、取扱説明書のタイトルには「ピエロが家にやって来た！」と添えられている。
サーカスを舞台とし、ピエロたちが鳩を捕まえたり風船を割ったりするコミカルなアクションゲーム。同時に1音しか出せないSCVとしては初めてゲームプレイ中のBGMに本格的に対応した。またステージ間には短いデモンストレーション（コーヒーブレイク）が用意された。全3面＋ボーナスステージ。
ステージ概要
上方には綱渡りのロープがあり、各ステージ開始時には鳩がとまっている。その下には風船が一列に並べられている。
- 第1面はシーソー。2人のピエロが交互に跳んで鳩を捕まえる。着地地点の近くにシーソーを持っていくともう1人が跳躍体勢をとるが、このとき2人がぶつかって1ダウンすることもある。
- 第2面はトランポリン。2人のピエロがトランポリンを支え、小さなピエロを跳ばして鳩を捕まえる。1人プレーの場合は1面よりもシンプルだが、2人プレーの場合は2人の動きが合っていないとトランポリンを落としてしまうため、難易度が高い。
- 第3面は空中ブランコで鳩を捕まえる。落ちてもトランポリン（こちらは1人で動かせる）で再びジャンプできる。
- 風船をすべて割るとロープ上を一輪車が通過。これを取るとボーナスステージとなり、客席からボーナスが投げ込まれる。

登場ピエロ
トビー
プレイヤー1に相当するピエロ。鳩を逃がした張本人とされる。
ラッキー
同じくプレイヤー2のピエロ。トビーの相棒。
ジミー
前述の小さなピエロ。身が軽い。
マッハ・ブラザーズ
3面で空中ブランコを行う2人のピエロ。

## ルネ・ヴァン・ダールの星占い ミルキープリンセス
1985年7月発売。
占い師として知られるルネ・ヴァン・ダール・ワタナベ監修の占いソフト。「ミルキーランド」の花園を舞台とし、占いやバイオリズムのほか、ゲームも搭載している。SCV本体とセット販売にした女児向けのレディースセットも存在する。

## ポップ&チップス
1985年秋発売。パッケージの説明文の見出しや、取扱説明書のタイトルには「ミラクルワールドは大さわぎ！」と添えられている。
コミカルなキャラによるパズルアクションゲームであり、主人公のポップとチップスちゃんが、ミラクルワールドでパンプキン大王にさらわれたピッピと呼ばれる妖精の子どもたちの救出に向かう内容である。
ポップとチップスで2人協力プレイも可能。全30面＋ユーザー作成10面。またSCV初のバッテリーバックアップ対応ソフトでもあり、スコアランキング・自作ステージを記録できる。ユーザーの手でバッテリ交換ができるように単三乾電池2本を内蔵できるため通常のカセットより縦長である（後発の『BASIC入門』および『ドラゴンスレイヤー』も同様）。電池の寿命は公称約3ヶ月。
システム
画面内には壊せるブロックと壊せないブロックがある。フルーツのブロックを壊すとピッピが出現して画面内を上下に動き回り、一周して元の位置に戻ると元のフルーツブロックに戻る。それまでにピッピにタッチすると画面左上の家に回収される。1度フルーツに戻ると2回目からは動きが速くなる。すべてのピッピを回収すると面クリア。2面ごとにボーナスゲーム、6面おきにデモ（コーヒーブレイク）がある。落下するブロックや蹴飛ばしたブロックにぶつかったり、ブロックの再生に巻き込まれたり、敵キャラに触れると1ダウン。また面によっては以下の地形・アイテム・キャラも登場する。
ハシゴ
昇り降りできる。上端がバーに掛かったハシゴは蹴飛ばして移動させることができ、下端が他のハシゴの上端に触れるとハシゴ同士が結合して長いハシゴになる。蹴飛ばしたハシゴはバーの端まで一気に移動を続けるが、途中に別のハシゴやブロックがあるか、ブロック再生に巻き込まれるとそこで止まる。
バー
横方向に伸びる棒。ハシゴが無ければ単なる背景であり、乗ったりぶら下がったりはできない。通常はハシゴの上端に重ねられており、バーの範囲内だけハシゴを左右に動かすことができる。したがって横に2つ以上並べられているのが普通だが、ハシゴ同士を結合させないことを目的として1つだけで使われていることもある。
爆弾ブロック
横一列のブロックをすべて落下・破壊する。通常壊せないブロックも壊れる。
ソルトペッパー
取ると一定時間装備できる。ベイジーを飛ばして倒すことができるほか、パンプキン大王は一撃で倒せる。
パンプキン大王
たまに画面の端から現れ、地面を揺らしながら歩くだけで壊れたブロックを次々に再生していく。縦に2ブロック分の身長があり、さらに左右に数ブロック歩き回るため、それだけのスペースが無い面では登場しない。上からブロックを落として潰すと倒せる。
ベイジー
大王の手下。壊れたブロックの上に乗るとブロックを再生する。倒す方法はいくつかあり、まず上からブロックを落とせば潰せる。ハシゴにいるときはハシゴを動かせば落下して倒せる。また横からブロックかハシゴを蹴飛ばしてぶつけると他のベイジーを巻き込んで吹っ飛び、画面内を飛び回った末に落下して倒せる（飛び回っている間も当たり判定があるので避ける必要がある）。倒してもしばらくすると地面から復活する。

ボーナスゲーム
このステージではジャンプが可能で、ピッピもベイジーも跳び回る。特にポップとチップスは手を繋ぐとジャンプ力が倍増する。制限時間を経過するか、すべてのピッピを捕まえるか、ベイジーに触れるとボーナスゲームが終了（1ダウンはしない）。それまでにどれだけのピッピを捕まえられるかを競う。
スクリーンエディター機能
31 - 40面がユーザー作成面に割り当てられている。最低でもポップ・壊せるブロック・フルーツを1つずつ設置していないと登録できない。チップスのいない面で2人プレーを行うと、ゲーム開始後にチップスが上から降ってくる。またスプライトの都合上、同じ横一列にたくさんのキャラを並べることができない。フルーツは同じ種類のほうがたくさん並べることができるが、並べた後に種類を変更することも可能。ポップとチップスは通常のゲーム中では色が固定だが、ユーザー作成面では色を変えることができる。ユーザー作成面でプレーするときは31 - 40面の繰り返しで、ボーナスゲームやデモは無い。
ブロックの再生
ポップとチップスはブロック再生に巻き込まれると1ダウン。稀にベイジーも巻き込まれる。壊したブロックが自然に再生することはなく、再生する条件は以下に限られる。
- ピッピが元のブロックに戻る時。
- 壊したブロックのあった位置の上をベイジーが通過する時。再生に数秒の時間が掛かり、その間ベイジーは移動しない。ブロックが下方に連続していれば下に離れた位置のブロックも再生する。
- パンプキン大王が現れた時。数秒おきにあらゆるブロックが再生していく。

その他
行き場所を失って閉じ込められたとき等は任意で1ダウンが可能。1ダウンして同じ面を再チャレンジする際は、それまでに回収したピッピは回収済みの状態で始まる。そのため第30面のようにピッピによるブロック再生をうまく利用しないとクリアできない面では、ピッピを回収する順番を間違うと再チャレンジしても先へ進めなくなることがある。
リメイク
エポック社は後にゲームボーイ用ソフト『爆裂戦士ウォーリア』及び、『おはスタ・やまちゃん＆レイモンド』のタイトルでリメイクしている。

## 熱血カンフーロード
1985年秋発売。パッケージの説明文の見出しや、取扱説明書のタイトルには「中国三千年の武術ここに極まる!!」と添えられている。
カンフーアクションゲーム。音声合成あり。対戦モードあり（キャラクターは固定）。
ゲーム概要
パンチ・キックと三段階のジャンプで戦う。ライフ・残機併用制を採用しており、主人公は敵の攻撃10回で1ダウン。ただし牛に突進されると一撃で1ダウン。敵も中ボス以上はライフ制だが、それ以外の敵は一撃で倒せる。横スクロール面が3ステージあり、道中では敵キャラが攻撃してくるほか手裏剣・壷が飛んでくる。一定以上の距離を進み、一定条件を満たしているとステージクリアとなる。第2ステージでは塀の上に登ることもできる。第3ステージでは中ボスのブーが登場。最終ステージでは敵の首領キルとの一騎討ち。
マッチプレイ
通常のゲームとは別に、チェンとリーに分かれての2人対戦（マッチプレイ）ゲームがある。開始時に道着の色は選べず（緑と青で固定）、代わりにライフの数を選択してハンデ戦を行える。60秒間対戦し、引き分けの場合は壷割り競争で決着をつける。
キャラクター
チェン（CHEN）
主人公。許婚アンの父仇であるキル一族の壊滅を目指し、単身キルのもとに向かう。ゲーム開始時に道着の色が選択できる。
リー（LEE）
マッチプレイ時の対戦相手。チェンと同じ姿で、同じ能力を持つ。
アン
チェンの許婚。ステージクリア時に顔グラフィックが現れる。
タオ
ザコ敵。倒しても次から次へ現れる。周回が進むと道着の色が黒くなる。稀に現れる紫色のタオはヌンチャクを持っており、チェンがヌンチャクを奪うとしばらくの間は敵を倒し放題となる。
ツーボ（壷男）
塀の上から壷を落としてくる。チェンが塀の上に登っている間は顔を出さなくなるので攻撃を入れにくいが、うまく登った瞬間に顔を出していれば攻撃でき、ボーナス点が入る。マッチプレイでは審判として現れ、延長戦の壷割り競争ではチェンとリーに壷を投げる。
ブー（BOO）
素早い手刀を繰り出してくる巨漢の中ボス。2人おり、倒すにはそれぞれ6撃必要。
キル（KILL）
ラスボス。素早い連続攻撃を得意とし、油断するとあっという間にライフを削られる。倒すには8撃必要。

## スタースピーダー
1985年秋発売。パッケージの説明文の見出しや、取扱説明書のタイトルには「3Dスペースレーシングゲーム」と添えられている。
3DビューのSFレーシングゲームである。音声合成あり。
レース概要
宇宙空間に青く細い枕木を並べたような簡素なグラフィックで3Dコースが表現され、ジェットコースターのような縦横無尽のコース（計16面）を宇宙機が競走する。コース内には敵機のほか、ファンタジーグラフィックと呼ばれる異物が進入することがある。スタートは一斉ではなく個別であり、走破時間を競う。敵機のタイムはあらかじめ設定されており、3位以内に入ると次のレースに進める。
マシンの特徴
宇宙空間を超光速航法で移動する。レース中の最低速度は1.0c（c＝光速）に保たれ、最高速度は6.0c。「ハイパージェット」により瞬時に最高速まで加速することが可能。敵弾・敵機・赤いコースガイド・ファンタジーグラフィックに触れるとブレークダウンし、一時的に最低速走行となる。「フェザー砲」と呼ばれるエネルギー弾を装備しており、敵機を撃墜することも可能。撃ち返しがあるが、それ以外で敵機が攻撃してくることは無い。
コース概要
各コースの違いは主に長さやカーブの組み合わせが異なるのみであり、特にグラフィックは大きく変化するわけではない。
ファンタジー（1-4面）
最も難易度が低いコース群。
アドベンチャー（5-8面）
ファンタジーグラフィックが進入しやすい。
コンペティションA（9-12面）
敵機の撃ち返しがある。
コンペティションB（13-16面）
最も難易度が高い。撃ち返し・ファンタジーグラフィック両方あり。

## トントンボール
1985年秋発売。パッケージの説明文の見出しや、取扱説明書のタイトルには「気分はドキドキリズム」と添えられている。
アクション要素を持つ、ビリヤード形式のピンボールゲーム。
プレイヤーは主人公のプータンを操作し、ボールに相当するキャラクター・トントンを制限時間内にハウスに入れ終わると面クリア。

## スーパーサンスーピューター
1985年秋発売。パッケージの説明文の見出しや、取扱説明書のタイトルには「TVさんすうトレーナー」と添えられている。当初のタイトルは『スーパー算数教室』。
幼稚園児から小学6年生までに対応した、算数の学習ソフトで、プレイに当たってはテンキーを用いる。同社の電子ゲームである「サンスーピューター」の名を受け継いでいる。
本体のポーズ（一時停止）キーが小数点入力のボタンとして流用されているが、SCVのポーズキーは本質的には半ば強制的な一時停止ボタンであり、このような流用は珍しい。

## 将棋入門
1985年発売。パッケージの説明文の見出しや、取扱説明書のタイトルには「対局 本将棋」と添えられている。
本将棋を扱った、入門用の将棋ゲーム。当初はNo.23のパッケージで発表されたが、発売はNo.20（スーパーサンスーピューター）の次だった。一方、前々から発売予定とされていたBASICの発売がNo.22（ドラえもん）よりも遅れたことで、長い間No.21が欠番になる事態となった。結果的に『将棋入門』のパッケージはNo.21に変更され、BASICは後にNo.23として発売された。
特徴
コンピュータ (COM) 相手の1人用ゲームで、2基のコントローラの区別は無く、どちらでも操作が可能。五番勝負で、先に3勝すれば勝ち。平手のほか、駒落ちの設定が豊富であり、プレイヤーかコンピュータの片方に対して飛車・角行の片方もしくは両方落ちが設定できるほか、飛車角行落ちに加えて香車落ち、香車桂馬落ちも選択できることで幅広いレベルに対応する。セレクト12キー（テンキー）の「0」で一手戻す「待った」機能も搭載する。「9」キーではプレイヤーの投了となる。
制限時間あり (PRO)・なし (AMA) のレベル選択があり、PROの場合は持ち時間が3分間。持ち時間を使い切ったら一手あたり20秒の制限が課せられる。COMの思考中はマシンパワーを占有するため、COMの手番ではポーズボタンが利かない仕様となっている。
成る・成らないの選択は可能。しかし、打ち歩詰め禁止・千日手・持将棋などの判定は無い。
成り駒の文字色は黒で、駒の中央部の文字周辺の背景が赤に変わる。

## ドラえもん
1985年末 - 1986年初頭ごろ発売。パッケージの説明文の見出しや、取扱説明書のタイトルには「のび太のタイムマシン大冒険」と添えられている。
ドラえもんのゲーム作品。タイムマシンで現在・過去・未来を冒険する横スクロールアクションゲームである。ハドソンから発売されたファミコン版の同名ソフトやアルカディア版の同名ソフトとは別内容である。
本作は全3話のアクションゲームと、ボーナスゲームとしてドラえもんの絵を組み立てる15パズルで構成されている。
ステージ概要とあらすじ
「第1話 タイムマシンを修理しろ！ の巻」 （以下：現代編）
のび太は、しずかとのタイムマシン旅行を目論む。そこへジャイアンも来るが、のび太に同行を断られる。怒ったジャイアンはネズミの巣食う空家にタイムマシンを隠して分解する。ドラえもんはジャイアンとスネ夫の妨害や大嫌いなネズミを避けつつも、タイムマシンの部品を集める。
「第2話 のび太はどこだ？ の巻」（以下：原始時代編）
ジャイアンとスネ夫がのび太のもとに押し掛け、タイムマシンに乗り込む。その結果、タイムマシンが定員オーバーとなって暴走し、全員原始時代にタイムスリップしてしまい、離れ離れになってしまう。ドラえもんは恐竜や原始人の攻撃をかわしつつも、仲間たちを1人ずつタイムマシンまで誘導する。
「第3話 対決！ UFOの巻」（以下：未来宇宙編）
タイムマシンが空中分解し、未来の宇宙都市に落下してしまう。UFOと隕石が飛び交う中、ドラえもんはロボットの追跡をかわしつつも、タイムマシンの部品と4人の仲間の両方を探す。
登場人物
のび太、しずか、スネ夫、ジャイアンは現代編以外では救出対象となる。ドラえもんに引率されているときは一緒にタケコプターを使える。
ドラえもん
プレイヤーキャラ。標準ではタケコプターしか使えない。タイムマシンの出入り口にはどこでもドアが使われる。その他の道具はドラミに届けてもらって使う。ネズミに触れると一定時間行動不能になる。ドラ焼きを拾うとボーナス。
のび太
現代編ではタイムマシンの部品をドラえもんに届けてくれる。
しずか
現代編ではタイムマシンの部品をドラえもんに届けてくれる。
スネ夫
現代編ではタイムマシンの部品を拾っては隠す。
ジャイアン
現代編では敵キャラ。殴られると1ダウン。
ドラミ
ぬけ穴フープで壁から唐突に現れ、ドラえもんにひみつ道具を届ける。ゲーム中の道具の種類や効果、および使い方は非公開となっており、プレイヤーがゲーム中で見付けていく。

## ベーシック入門
Tiny BASIC程度の最低限のコマンド・関数を備え、スプライトなどゲーム専用命令を追加した、BASIC言語ソフト。カセット貼付シールでは『Super BASIC』というタイトルになっている。
BASICのほかにキャラクターエディタモードがあり、BASICで扱うキャラクターの一部をユーザーが作成可能。また非公式ではあるが、後述のように機械語にも対応している。
特徴
スーパーカセットビジョンにはキーボードは接続できないが、本体のセレクト12キー（テンキー）の数字キーをファンクションキーに見たて、コントローラのボタンを押しながらジョイスティックの上下で選択肢を切り替えることで、テンキーからすべての文字を入力できる。なおボタンを押しながら左でDelete、ボタンを押しながら右でスペースの挿入が割り当てられている。また数字以外のセレクト12キーでは「CL (Clear)」がSTOPキーとして、「EN (Enter)」がそのままエンターキーとして使われる。
マニュアルは難しい部分を省き、初心者に分かりやすく構成されている。本文はBASICプログラムの最低限の使い方とサンプルゲームを改造する説明だけで終わっており、本格的なゲームを作るための説明は無い（サブルーチンの概念すら解説がない）。基本を習得した後はサンプルゲームのプログラムリストの解説と巻末のコマンドリファレンスを参考に独習することになるが、それらのページではマニュアルに説明の無い専門用語が使われており、急にハードルが高くなっている。
また作製中のプログラムはバッテリーバックアップされるが、外部入出力は一切できない。したがってサンプルプログラムをロードするだけで自作プログラムはすべて消える。
BASICの特徴
BASIC内容は簡略化されており、変数は符号付き16ビット長（-32768から32767まで）に固定で、変数名はA-Zの26種のみ。配列変数や文字変数は扱えない。
扱えるスプライトは16ドット4色固定で、32個まで。32種類のキャラクターが用意されており、そのうち8種類はユーザーが自由にデザイン変更できる。一方でファミリーベーシックのような背景デザイン機能は無い。
もともとBASICは方言が激しいことで知られるが、本作ではゲームを作りやすいように以下のような専用のコマンド・関数が用意されている。なおグラフィック命令はCLSでファンクションキー表示を消した後しか使用できない。
- SPRITE - 指定した座標に指定したスプライトを指定のキャラクターで表示する。
- MOVE - 指定したスプライトを指定の方向・速度で動かし続ける。画面の上下左右は繋がっており、突き抜ける。ファミリーベーシックとは異なり、自動でアニメーションさせる機能や、動く距離を指定する機能は無い。
- XSPRITE()、YSPRITE() - それぞれ指定したスプライトのX、Y座標を返す関数。
- ON CRASH GOSUB、CRASH ON、CRASH OFF - スプライト同士の当たり判定（クラッシュ）を定義し、割り込み処理として扱う。
- CRASH () - 指定したスプライトが触れた（重なった）相手のスプライト番号を返す関数。予め前述のクラッシュ定義が必要。他の関数と違い、"CRASH"とカッコの間にスペースを1つ挟んで記述する必要がある。
- SOUND - あらかじめ用意されているSEのデータをサウンドバッファに書き込み、バックグランドで音を鳴らす。ゼロを指定するとサウンドバッファをクリアし、音を止める。サウンドバッファが一杯の場合はスキップされる。
- PLAY - 指定した音階・長さ・音色のデータをサウンドバッファに書き込み、バックグランドで音を出す。ただし休符を指定する機能は無いため、同じデータを続けて入力しても一繋がりの音になる。ゼロを指定するとサウンドバッファをクリアし、音を止める。サウンドバッファが一杯の場合は再生待ちになる。
- JOYP()、JOY() - それぞれコントローラのボタンおよびレバーの状態を返す関数。なおテンキー状態を調べるにはINKEY関数を使う。

キャラクター（カッコ内はキャラクター番号）
あらかじめ木(28)や家(16)、爆発(30-31)・ビーム(18)など複数のキャラクターが用意されており、合計32種類のスプライトが利用できる。そのうち火の玉(5)やブロック(7)など、キャラクター番号0-7の8種類はデザイン変更が可能。以下に主なものをいくつか挙げる。
テラ(0-4)
正面姿と左右に歩く姿の5パターンのグラフィックが用意されており、デモ画面で歩き回る姿を見ることができる。5種類ともデザインを自由に変更できるので、自分の作ったキャラクターが歩く姿をデモ画面で見ることができる。
ピコ(19-21)
左右正面の3パターンが用意されている女の子。
ギガ(8)
主に敵キャラとして使われる。
フルーツ(9-15)
たくさんの種類が用意されているが、いずれもデザイン変更できない。
その他
車(22-23)、オオカミ(24-25)、カタツムリ(26-27)、敵ボス(6,29)、自機(17)など。

収録ソフト
以下の4タイトルはタイトル画面から直接実行することができるので、BASICを知らない初心者でも最初からゲームとして遊ぶことができる。ただしBASIC上で実行しているため、バッテリーバックアップ中の自作プログラムの内容は失われる（キャラクターデザインは保持）。
ブレークアウト
ブロック崩しに相当するゲーム。
ブロックベーダー
シューティング。移動するブロックをすべて破壊すると面クリア。
フルーツスカッシュ
フルーツと敵がランダム方向に動く、迷路の無いパックマンのようなもの。ピコがパワーエサに相当するが、フルーツを取ると効果が切れる。また残機は無く、タイマー制。
ブロックリバー
モンスターの流れるフィールドの両岸を往復しながらメロンを集めるゲーム。
このほかLOADコマンドにより、テンキーを使うオルガンソフトや、キャラ一覧表示ツールもROMから呼び出して利用できる。また以下のソフトはマニュアルに記載が無いが、同様にロードできる。
サンスーピューターJr.
一定時間内に2桁の足し算を何問正解できるか競う、INPUT文を活用したプログラム。
マニュアル本編のBASICの解説において例示されているプログラムの1つに類似したもので、その発展形に相当する。マニュアルの該当部分ではINPUT文の解説のほかに時間計測の手段としてPEEK関数とPOKE命令が紹介されており、本機がRTCを搭載していることも確認できる。この例では&HFFDD（秒）と&HFFDE（分）にゼロをセットし、後者がゼロのままか否かを見て1分間を計測している。
（タイトル不明）
一部に機械語が利用されている、テレビテニスに似た2人対戦ゲーム。本作はもともとPEEK関数とPOKE命令がサポートされているが、このプログラムリストではマニュアルに記載の無いCALL命令の存在が確認できる。

Tips
- マニュアルには記載が無いが、飛び先行番号の存在しないプログラムにRENUMをかけると"UL$ Can't continue"というエラーが発生する。
- 本作ではコマンドプロンプトが"Ready"であり、通常（BASIC起動直後）は、その場所でENTERしても"Syntax error"になるだけである。ただしRESTOREまたはRUN命令を一度実行すると以降はREAD命令が有効になるため、READ Yと見なされて"Out of data"のエラーを返すことがある。

## ドラゴンスレイヤー
1986年発売。日本ファルコムからの移植ゲーム。パッケージの説明文の見出しや、取扱説明書のタイトルには「前代未聞麻薬的爽快遊戯」と添えられている。単三乾電池2本を使用したバッテリーバックアップ機能付きで、ポーズボタンを押して「PAUSE」と表示中に電源を切ればゲームを中断できるようになっている。中断以外の任意セーブはできず、各フェイズのクリア時に6桁のパスナンバーが表示される方式。

## 乱闘プロレス
1986年発売。パッケージの説明文の見出しや、取扱説明書のタイトルには「家庭のTVが四角いジャングルになった!!」と添えられている。シングルマッチ・タッグマッチがあるプロレスゲーム。音声合成あり。
操作
2つのボタン（足技・手技）とレバー操作により、様々な技を繰り出すことができる。相手との絡み方などの状況次第で技が変化し、特に相手の後ろを取るなどすると大技（ 卍固め・ブレーンバスター・スープレックス・パイルドライバー）を決めてフォールのチャンスとなる。
ゲーム概要
フォールは3カウントの抑え込みで勝利。抵抗するには、いわゆる連射の代わりにレバーを左右に素早く回転させるという、SCVのコントローラの特性を生かした方法で行われる。リングアウトは20カウントで、1カウントおきにレフリーが"Hurry up!"と叫ぶ。コンピュータ相手のゲームでは日本戦・アジア戦・世界戦のタイトルが用意されており、それにつれ難易度も上がる。
登場レスラー
8人の選手から選択してプレーできる。
- アントニー
- マジソン
- イシン
- ジャイアン
- オルセン

## ワイワイモンスターランド
1986年発売。パッケージの説明文の見出しや、取扱説明書のタイトルには「眠れる森のモンスターたち・・・」と添えられている。SCV後期の作品であり、隠しアイテムや隠しステージ、パワーアップ要素などを取り入れたアクションゲームである。音声合成あり。
あらすじ
遊園地で迷い込んだ「モンスターランド」でさらわれたヒロイン「ナオコ」ちゃんを助け出すため、十字架を片手に「トオル」くんの大冒険が始まる。
概要
モンスターランドは6つのエリアから構成されており、ミニモンスターと呼ばれるザコ敵からビッグモンスターと呼ばれる強敵まで個性的なモンスターが待ち構える。マップ上の道に沿っていればエリアの攻略順はある程度自由だが、6箇所すべてを探索しなければナオコちゃんを救出できない。ブロックを叩くか十字架をぶつけると隠しアイテムや隠し部屋が見つかることがある。隠し部屋では条件によって他のSCVのゲームのキャラが現れることがある。
トオルくん
自機であり、マリオのような大きなジャンプができる。十字架は3つまで持つことができ、それに合わせ1画面に3連射までパワーアップできる。隠し部屋の宝石を集めることでゴールド十字架にパワーアップし、ビッグモンスターも攻撃できるようになる。ゴールド十字架でないときにミニモンスターに触れると十字架を失い、十字架の無いときであれば1ダウン。ビッグモンスターに触れると即1ダウン。
ステージ概要
各ステージは数十画面の広さを持ち、様々な仕掛けがある。「デビル城」以外は横方向にスムーズスクロールし、縦方向のスクロールは画面切り替え。各ステージのラストはボス戦だが、ジャンプで飛び越えても良い。
フランケンの館
ボスはフランケンシュタイン。バリアを飛ばして攻撃してくる。
ミイラ男の館
ボスはミイラ男。岩を飛ばしてくるほか、トオルくんやナオコちゃんに変身していることがある。
半魚人の沼
水中ステージ。一定時間おきに空気を補給する必要がある。ボスは半魚人。
オオカミ男の森
月が出るとミニオオカミがオオカミ男に変身することがある。雲が月を隠すとミニモンスターに戻る。
ドラキュラの館
ボスはドラキュラ。エル・ドラキュラと呼ばれるコウモリ姿の分身を操る。
デビル城
八角柱構造の城であり、外壁面を登っていく。このステージのみ縦にスムーズスクロールする。ボスはミニッツ・セーラーマンという水兵姿のモンスター。

## ドラゴンボール ドラゴン大秘境
1986年9月27日発売。パッケージの説明文の見出しや、取扱説明書のタイトルには「摩訶不思議かっとびアドベンチャー」と添えられている。ドラゴンボールのゲーム作品のうち最も古い時期のもの。縦スクロールのアクションゲームだが、亀仙人との修行では格闘ゲームの要素も含まれるほか、かめはめ波の威力が上がれば事実上シューティングゲームとなる。アニメ初期を題材としていて、悟空の頭身は低く、レッドリボン軍あたりまでの敵が登場する。
概要
悟空が筋斗雲に載り、7つのドラゴンボールを集めるため、様々な敵を蹴散らし7つのステージを翔け抜ける。地上物を破壊すると隠れキャラが出現することがあり、様々な効果を得ることができる。各ステージの最後にドラゴンボールが隠されており、ドラゴンボールを取得すればステージクリア。
孫悟空
如意棒で自分周辺の敵を攻撃し、かめはめ波で前方および地上を攻撃する。しかし原作同様、腹を減らすと攻撃力が目に見えて落ちる（如意棒も短くなる）。地上には食べ物が落ちており、食べ物を拾いながら敵を倒さなくてはならない。この点が単に連射をすれば良いシューティングゲームとは異なる。
亀仙人
途中、亀仙人と接触すると修行モードになり、パンチ・キックで亀仙人を倒すとかめはめ波が2段階でパワーアップするという成長要素がある。2段回目の修行では亀仙人がかめはめ波を使ってくるため、一筋縄では倒せない。
ブルマ
時々現れ、ホイポイカプセルを投げてくる（拾うとボーナス）。他にもお馴染みのキャラクターが複数登場する。
ウーロン
画面上の敵を全滅させる取得アイテムとして登場する他、ドラゴンボールを7つ集めるとウーロンが神龍を呼び出してギャルのパンティを拾い集める演出が流れる。ボーナスステージのように見えるがウーロンを操作することはできない。
その他
「END」のマークに接触すると残機の有無にかかわらず即ゲームエンド。このゲームでは無敵コマンドの裏技も知られるが、その場合もゲームエンドが優先される。

## マッピー
1986年発売。パッケージの説明文の見出しや、取扱説明書のタイトルには「追って、追われて……」と添えられている。ナムコ（後のバンダイナムコゲームス）からの移植ゲーム。

## スカイキッド
1986年発売。パッケージの説明文の見出しや、取扱説明書のタイトルには「痛快！大空青春」と添えられている。ナムコからの移植ゲーム。

## ポールポジションII
1986年末 - 1987年初頭ごろ発売。パッケージの説明文の見出しや、取扱説明書のタイトルには「予選スタートです」と添えられている。ナムコからの移植ゲーム。

## 未発売タイトル
『スーパーラグビー』『スーパーダービー』『ブラックホール』- 当時、チラシに告知が出ていたとされる。